# Kaliště (ort i Tjeckien, Mellersta Böhmen)
Kaliště är en ort i Tjeckien.   Den ligger i regionen Mellersta Böhmen, i den centrala delen av landet, 30 km sydost om huvudstaden Prag. Kaliště ligger 382 meter över havet och antalet invånare är 157.
Terrängen runt Kaliště är platt norrut, men söderut är den kuperad. Runt Kaliště är det ganska tätbefolkat, med 54 invånare per kvadratkilometer. Närmaste större samhälle är Benešov, 12,8 km sydväst om Kaliště. I omgivningarna runt Kaliště växer i huvudsak blandskog.